# ナノテックス
株式会社ナノテックス（Nanotex Corporation）は、光計測装置、情報機器、精密計測装置の開発・製造・販売を営んでいた会社。
2013年10月、ユニパルス株式会社と合併。以降は同社ナノテックス事業部として、引き続き開発・製造・販売を行っている。

## 沿革
- 2002年（平成14年）6月 - 新潟県長岡市に株式会社フォトニクス（後の石山Gateway Holdings株式会社）の100%子会社として資本金1000万円で設立。
- 2003年（平成15年）4月 - 東京都杉並区へ本店移転。
- 2004年（平成16年）7月 - 東京都大田区へ本店移転。
- 2004年（平成16年）12月 - 株式会社WAVE（フォトニクスの子会社）の情報機器事業を会社分割により承継。
- 2006年（平成18年）7月7日 - 札幌証券取引所アンビシャス市場に株式を上場。
- 2007年（平成19年）2月 - 東京都港区へ本店移転。
- 2008年（平成20年）12月 - 株式公開買い付け（TOB）により、ユニパルス株式会社が親会社となる。
- 2009年（平成21年）3月 - ユニパルス株式会社の完全子会社となり、上場廃止。
- 2010年（平成22年）6月 - 東京都中央区へ本店移転[1]。
- 2013年（平成25年）10月 - ユニパルス株式会社と合併。以降は同社ナノテックス事業部として引き続き開発・製造・販売を行っている[2]。

## 主な商品
- 光計測機器
  - MTF測定装置
  - MTF検査装置
  - MTF測定サービス
  - MIEZOH MARKIII
  - レーザ編芯測定器

- 新規事業開発
  - WMシリーズ
  - PW-2100

- 精密計測機器
  - PS-I
  - PS-III
  - ATOPS
  - PS－S
  - 三次元形状測定装置
  - PM－E
  - レーザーヘッド
  - オートコリメータ（光電式）
  - オートコリメータ（目視式）
  - アライメントコリメータ
  - アライメント・テレスコープ
  - ハンディ検針器

## 事業拠点
- 大阪営業所
- 長野工場（長野県長野市）